# Fulshear
Fulshear – miasto w Stanach Zjednoczonych, w stanie Teksas, w hrabstwie Fort Bend. Należy do obszaru metropolitalnego Houston. Badanie StorageCafe wykazało, że Fulshear odnotowało najwyższy wzrost populacji w USA w latach 2014-2023, wynoszący aż 1082%. Według danych z 2023 liczy 42,6 tys. mieszkańców, w tym 28,2% urodziło się poza granicami USA.

## Demografia
Według danych pięcioletnich z 2023 roku, 59,4% mieszkańców stanowiła ludność biała (53,8% nie licząc Latynosów), 15,9% miało rasę mieszaną, 11,9% to Azjaci, 6,9% czarnoskórzy Amerykanie lub Afroamerykanie, 0,5% rdzenna ludność Ameryki i 0,4% pochodziło z wysp Pacyfiku. Latynosi stanowili 21,8% ludności miasta.
Miasto zachowuje wysoki poziom zamożności. Średni dochód gospodarstwa domowego (dane z 2023) w Fulshear wynosi 178 398 dolarów, zaś dochód na mieszkańca 62 708 dolarów. 2,4% mieszkańców żyje poniżej relatywnej granicy ubóstwa.